# Kiseljak (Tuzla, BiH)
 Kiseljak je naselje u općini Tuzla, Federacija BiH, BiH na obali Modračkog jezera.
Mjesnoj zajednici Kiseljak pripada naselje Hrvatska Poljana. Mještani se pokapaju na katoličkom groblju Sv. Josip Radnik. Hrvatska prezimena u Hrvatskoj Poljani su Marković, Pavić, Ivić i druga. Crkva sv. Dominika u Hrvatskoj Poljani pripada župi Morančanima.
Mjesna je zajednica općine Tuzle. Spada u ruralno područje općine Tuzle. U njoj je 31. prosinca 2006. godine prema statističkim procjenama živjelo 4.770 stanovnika u 954 domaćinstva.

## Stanovništvo
| Kiseljak           |       |       |       |       |
| godina popisa      | 1991. | 1981. | 1971. | 1961. |
| Hrvati             | 100   | 97    | 84    | 56    |
| Srbi               | 16    | 17    | 28    | 50    |
| Muslimani          | 421   | 318   | 342   | 1     |
| Jugoslaveni        | 174   | 105   | 67    | 282   |
| Slovenci           |       |       | 1     |       |
| Makedonci          |       |       |       | 1     |
| Albanci            |       | 8     | 1     | 4     |
| Mađari             |       | 1     |       |       |
| Crnogorci          |       | 10    | 3     | 6     |
| Romi               |       | 144   | 11    |       |
| ostali i nepoznato | 125   | 16    | 16    | 2     |
| ukupno             | 836   | 716   | 553   | 402   |

U Kiseljaku su romska naselja Bankerova, Pruga 1, Pruga 2 i Jezero, što objašnjava veliki broj ostalih.